# Toby Wright
Toby Wright é um produtor musical estadunidense. Co-produziu o álbum Divine Intervention do Slayer com Rick Rubin em 1994, e produziu totalmente o terceiro álbum do Alice in Chains em 1995. Produziu, junto com Paul Stanley e Gene Simmons, o álbum CARNIVAL OF SOULS em 1997. Ele também co-produziu o álbum Follow the Leader do Korn, em 1998.